# 天主教联盟 (德国)
天主教联盟（拉丁語： 德語：）是1609年7月10日由神圣罗马帝国中的天主教国家组成的联盟，起初主要起与1608年建立的新教联盟协商的作用，该联盟以法国天主教联盟为参照，后成为“捍卫天主教和帝国内和平”的军事同盟组织。该联盟的建立与新教联盟一同导致了双方关系的恶化，最终导致了三十年战争的爆发。